# Brewiarz opatowicki
Brewiarz opatowicki – brewiarz pochodzący z praskiej pracowni Karola IV.
Manuskrypt został odnaleziony po II wojnie światowej. Przekazany przez księdza Stanisława Jasińskiego do archiwum kapituły katedralnej w stanie poważnie uszkodzonym. W 2005 roku został poddany kosztowym pracom konserwatorskim.
Obecnie rękopis przechowywany jest w Muzeum Katedralnym na Wawelu.